# 大什帕基夫
50°35′56″N 25°56′51″E / 50.59889°N 25.94750°E
大什帕基夫（烏克蘭語：Великий Шпаків），是烏克蘭西北部里夫内州里夫内区佳季科維奇市鎮的村落。始建於1546年，面積0.43平方公里，海拔高度194米，2001年人口215。